# Salàs de Pallars
Salàs de Pallars là một đô thị trong tỉnh Lérida, cộng đồng tự trị Cataluña Tây Ban Nha. Đô thị Salàs de Pallars có diện tích là 20,52 ki-lô-mét vuông, dân số năm 2009 là 334 người với mật độ 16,27 người/km². Đô thị Salàs de Pallars có cự ly km so với tỉnh lỵ Lérida.